# Objeto inicial, final y cero
En teoría de categorías, una rama abstracta de las matemáticas, un objeto inicial de una categoría C es un objeto I en C tal que para todo objeto X en C existe un único morfismo I → X. La noción dual es la de objeto final es decir, un objeto F es final si para todo objeto X en C existe un único morfismo X → F.
Si un objeto es tanto inicial como final, recibe el nombre de objeto cero.

## Propiedades

### Existencia y unicidad
En una categoría arbitraria no necesariamente existen objetos iniciales ni finales, sin embargo, si existen son esencialmente únicos, es decir si I1 y I2 son dos objetos iniciales, entonces hay un único isomorfismo entre ellos. Además, si I es un objeto inicial, entonces cualquier objeto isomorfo a I es inicial. Por dualidad, todo lo anterior es cierto para objetos finales.

### Objeto cero
Si 0 es un objeto cero, entonces de la definición se puede deducir que para cualesquiera dos objetos A y B de la categoría, existe un único morfismo A → 0 → B, que comúnmente recibe el nombre de morfismo cero. Si la categoría es abeliana (o incluso aditiva) el morfismo cero es el neutro bajo la operación aditiva de morfismos.

## Ejemplos
- El conjunto vacío es el único objeto inicial de la categoría de conjuntos; cualquier conjunto con un único elemento es un objeto final y no hay objetos cero en esta categoría.
- Análogamente, el espacio topológico vacío es el único objeto inicial en la categoría de espacios topológicos y todo espacio con un solo punto es final, tampoco hay objetos cero en esta categoría.
- En la categoría de grupos, cualquier grupo trivial es un objeto cero, esto también es cierto en la categoría de grupos abelianos, de estas categorías es de donde surgió el nombre de objeto cero.
- En la categoría de conjuntos punteados (cuyos objetos son los conjuntos no vacíos con un elemento distinguido, mientras que los morfismos son las funciones que preservan el punto distinguido), todo conjunto con un único elemento es un objeto cero. Igualmente, en la categoría de espacios topológicos punteados, los espacios de un solo punto son objetos cero.
- En la categoría de anillos con unidad y morfismos que preservan la unidad, el anillo de los números enteros Z es un objeto inicial. El anillo trivial, que solo consta de un elemento 0=1, es el objeto final.
- En la categoría de campos, no hay objetos inicial ni final. Sin embargo, en la subcategoría de los campos de característica p, el campo de orden p es un objeto inicial.